# 道路利用者料
道路利用者料（どうろりようしゃりょう、英語: Road User Charges、RUC）は、ニュージーランド運輸省によって設けられているニュージーランドの税である。 

## 課税対象の車両
以下の条件のどちらかを満たすすべての車両は、RUCを支払わなければならない。 
- 車両製造時の車両総重量が3,500キログラム以上である
- 車が、税金がかけられていない燃料、例えば軽油で動く

### 税金がすでに掛けられている燃料の種類
ガソリン、圧縮天然ガス (CNG)、液化石油ガス (LPG) で動く車は、燃料がすでに課税されているためRUCを支払う必要はない。ほとんどの車はRUCを支払う必要のない車に該当する。その他の車、例えば軽油で動く車やトラックはRUCを支払う必要がある。ほとんどの大型車両は、RUCを支払う必要のある車に該当する。

## 支払方法
ニュージーランド警察によって支払いが義務化されており、罰金が科されることもある。トラクターなど、特定の車両は免税措置があるが、大部分の大型車両に支払い義務がある。 
詳細については、ニュージーランド運輸省のウェブサイトを参照されたい（www.nzta.govt.nz/vehicle/registration-licensing/ruc/overview.html） 。 